# Rolls-Royce Trent
Rolls-Royce Trent — сімейство турбовентиляторних двигунів з високим коефіцієнтом двоконтурності, вироблених Rolls-Royce. Він продовжує тривальну архітектуру RB211 з максимальною тягою в діапазоні від 61 900 до 97 000 фунт-сил (275—431 кН). Випущений як RB-211-524L у червні 1988 року, прототип вперше був запущений у серпні 1990 року. Його першим варіантом є Trent 700, представлений на Airbus A330 у березні 1995 року, потім Trent 800 для Boeing 777 (1996), Trent 500 для A340 (2002), Trent 900 для A380 (2007), Trent 1000 для Boeing 787 (2011), Trent XWB для A350 (2015) і Trent 7000 для A330neo (2018). Також має морські та промислові варіанти, такі як Rolls-Royce MT30.

## Розробка
На момент приватизації у квітні 1987 року, не зважаючи на успіх RB211, на великому цивільному ринку турбовентиляторних двигунів домінували General Electric і Pratt & Whitney, а частка Rolls-Royce становила лише 8 %. У червні Rolls-Royce вивчала можливість випуску RB211-700, з можливою потужністю 65 000 фунтів-сил (290 кН) для двомоторного реактивного літака Airbus A330, далекомагістрального Boeing 767 і MD-11, створених на основі Boeing 747-400 — 524D4D, з потенціалом зростання до 70 000 фунт-сил (310 кН). До червня 1988 року компанія Rolls-Royce інвестувала понад 540 мільйонів доларів США в розробку модернізованого RB-211-524L з новим 95 дюймовим (240 см) вентилятором замість 86 дюймів (220 см) для -524G/H з чотирма ступінями турбін LP замість трьох, орієнтуючись на 65 000-70 000 фунт-сил (290—310 кН).